# 單昕
單昕（？—？），河南固始人，清朝政治人物。舉人出身。
道光二十二年，接替謝克一。擔任江蘇荆溪縣知縣。后由李鏜接任。